# Gare de Frasne
La gare de Frasne est une gare ferroviaire française de la ligne de Dijon-Ville à Vallorbe (frontière), située sur le territoire de la commune de Frasne, dans le département du Doubs, en région Bourgogne-Franche-Comté.
C'est une gare de la Société nationale des chemins de fer français (SNCF), desservie par des trains TER Bourgogne-Franche-Comté et des TGV Lyria.

## Situation ferroviaire
Établie à 858 mètres d'altitude, la gare de Frasne est située au point kilométrique (PK) 437,151 (calculé à partir de Paris-Lyon) de la ligne de Dijon-Ville à Vallorbe (frontière), entre les gares ouvertes d'Andelot et de Labergement-Sainte-Marie. Elle est séparée d'Andelot par les gares aujourd'hui fermées de La Joux et de Boujailles. Elle est également séparée de Labergement-Sainte-Marie par la gare fermée de Vaux-et-Chantegrue.
Gare de bifurcation, elle se trouve également être la gare origine, toujours au même PK, de la ligne de Frasne à Verrières-de-Joux (frontière), avant la gare ouverte de La Rivière.

## Histoire
La gare de Frasne est mise en service le 6 novembre 1862 et fut équipée de caténaires le 25 avril 1958.
De 1977 à 1984, la gare est desservie par le train rapide baptisé Jean-Jacques Rousseau qui assure la relation Paris-Gare-de-Lyon - Genève-Cornavin.

## Fréquentation
La fréquentation de la gare est détaillée dans le tableau ci-dessous :
|                           | 2015    | 2016    | 2017    | 2018    | 2019    | 2020    | 2021    | 2022    | 2023    |
| ------------------------- | ------- | ------- | ------- | ------- | ------- | ------- | ------- | ------- | ------- |
| Voyageurs                 | 166 428 | 167 460 | 172 159 | 154 920 | 208 176 | 133 728 | 171 951 | 256 586 | 259 678 |
| Voyageurs + non voyageurs | 208 036 | 209 326 | 215 199 | 193 651 | 260 220 | 167 160 | 214 938 | 320 732 | 324 598 |

## Service des voyageurs

### Accueil
Cette gare dispose d'un bâtiment voyageur et d'un guichet, ouverts toute la semaine (y compris le week-end et jours fériés) :
Des restaurants sont disponibles à proximité, et la gare dispose du service Accès TER et Accès Plus pour les personnes à mobilités réduites.

### Desserte
- 3 allers-retours TGV Lyria assurant la liaison Paris – Lausanne.
- 3 allers-retours Frasne – Neuchâtel, assurés par les CFF en rame Flirt France (RBDe 562 CFF Colibri jusqu'en décembre 2019), en correspondance avec les TGV Paris – Lausanne[6] (à la suite de la suppression, au service 2014, de l'aller-retour TGV Paris – Berne par Pontarlier).
- 3 allers-retours Dole – Pontarlier (2 A/R le week-end) et 2A/R Frasne – Pontarlier (aucun le week-end).
- 2 allers - 3 retour vers Vallorbe du lundi au vendredi, dont un au départ de Pontarlier
- 1 aller-retour Dole-Vallorbe (assuré du lundi au vendredi vers Dole, du lundi au jeudi et le dimanche vers Vallorbe) mis en place en décembre 2020 pour compenser la réduction des dessertes Lyria.
- Des cars TER pour Jougne / Vallorbe et Pontarlier.

### Intermodalité
Un parking pour voitures et vélos y est aménagé.

## Galerie de photographies

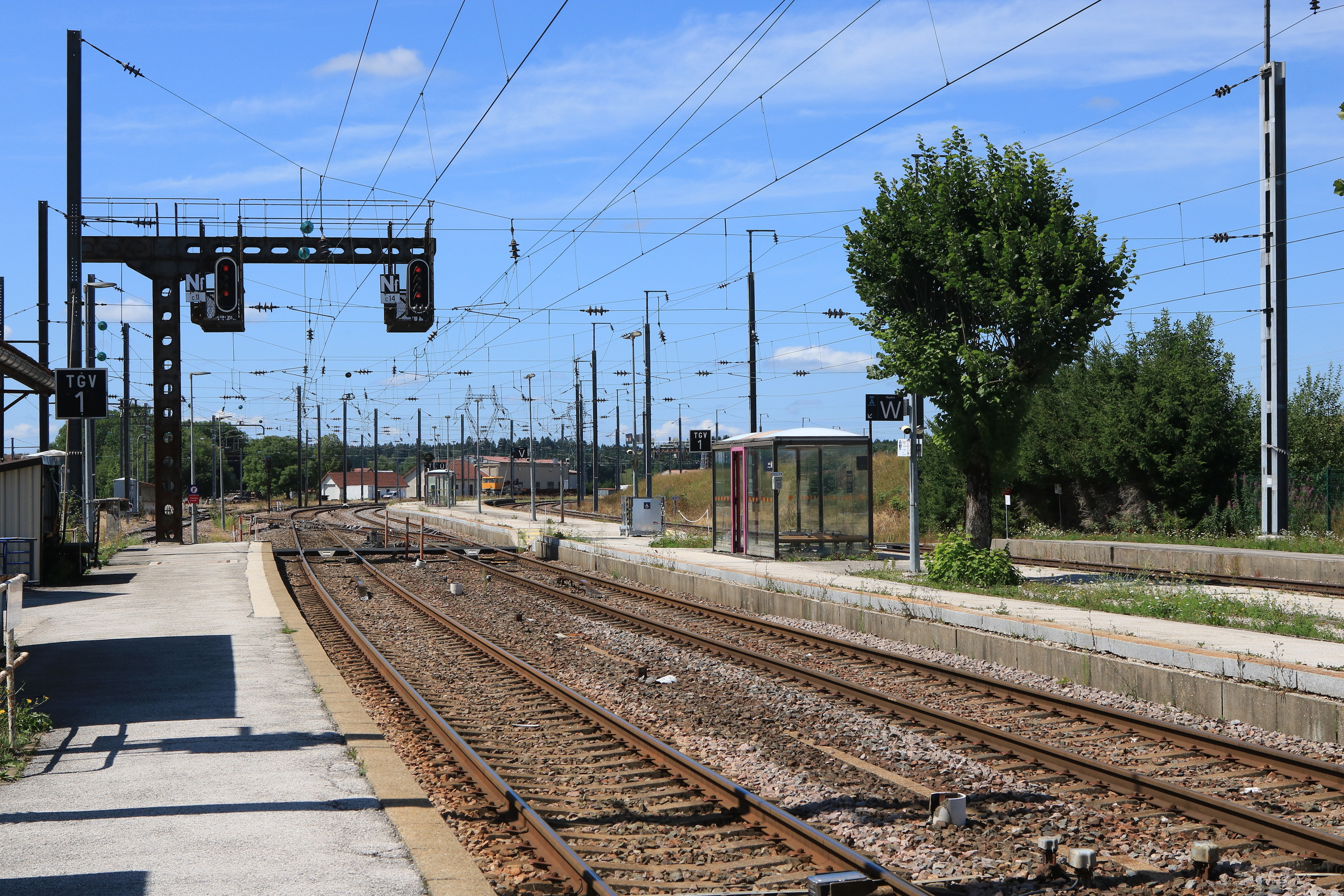
Vue des quais et voies, en direction de Dijon.
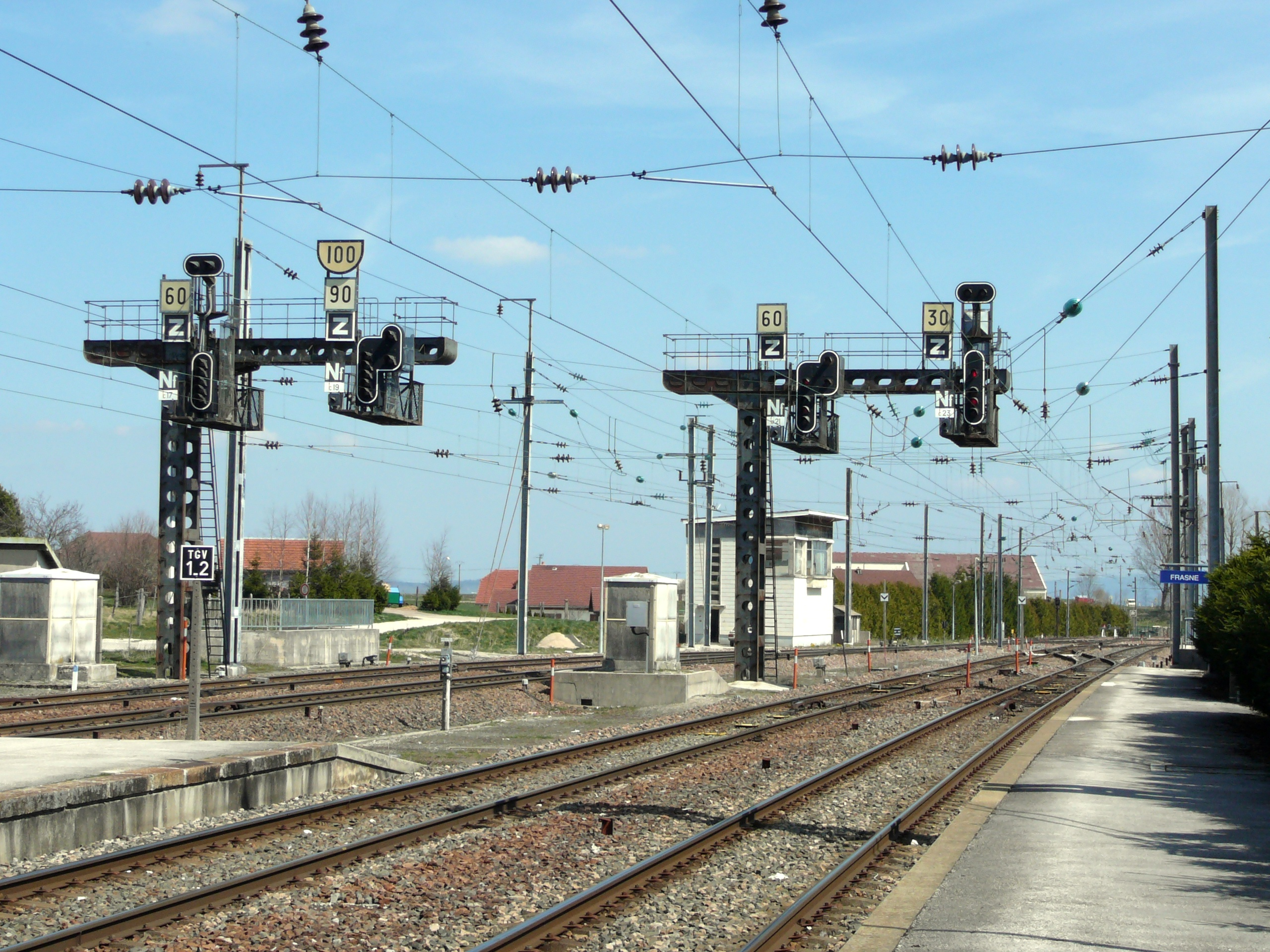
Vue des quais et voies, en direction de Vallorbe et Pontarlier.
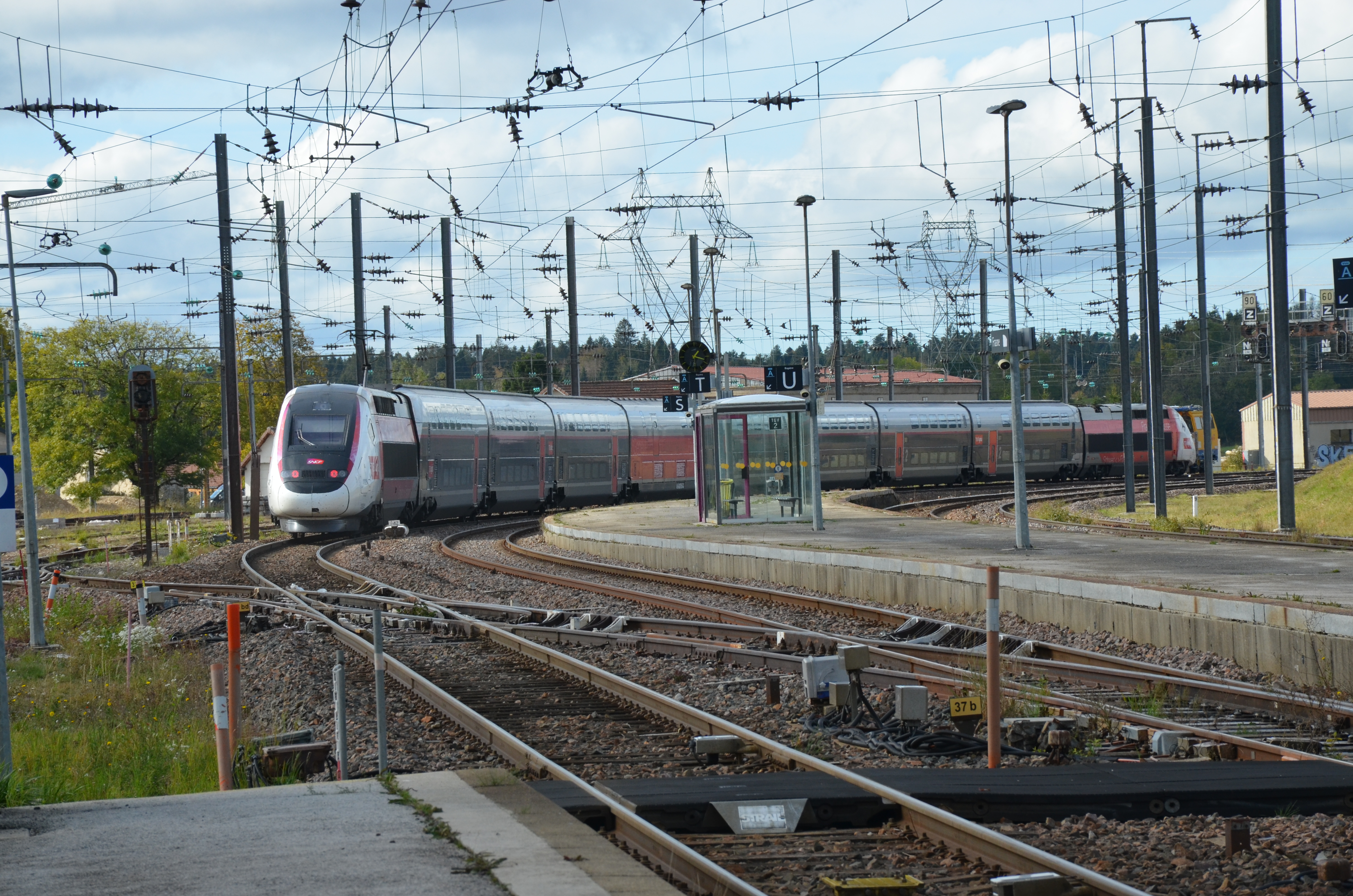
Départ d'un TGV Lyria, à destination de Paris.
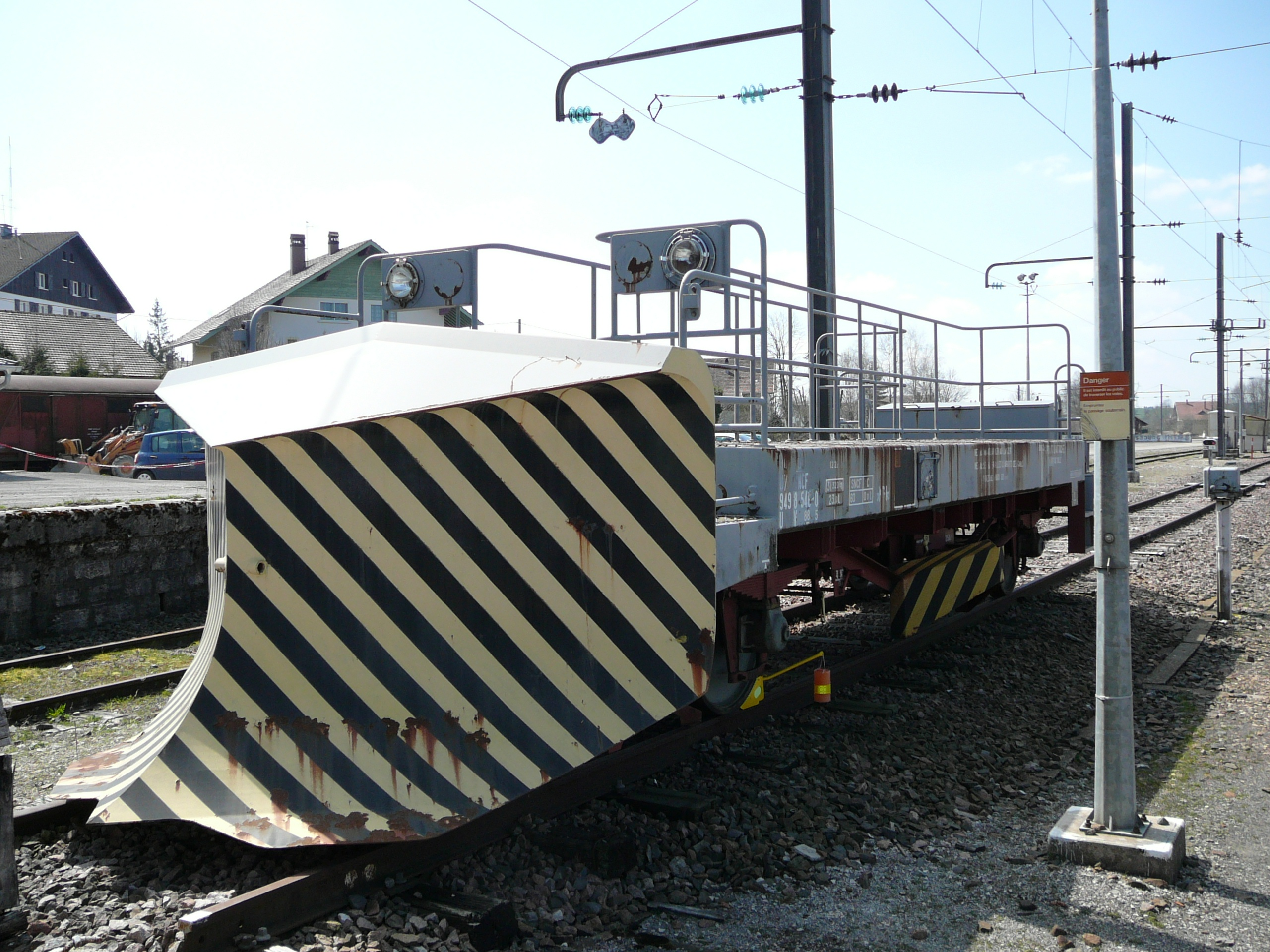
Wagon chasse-neige.
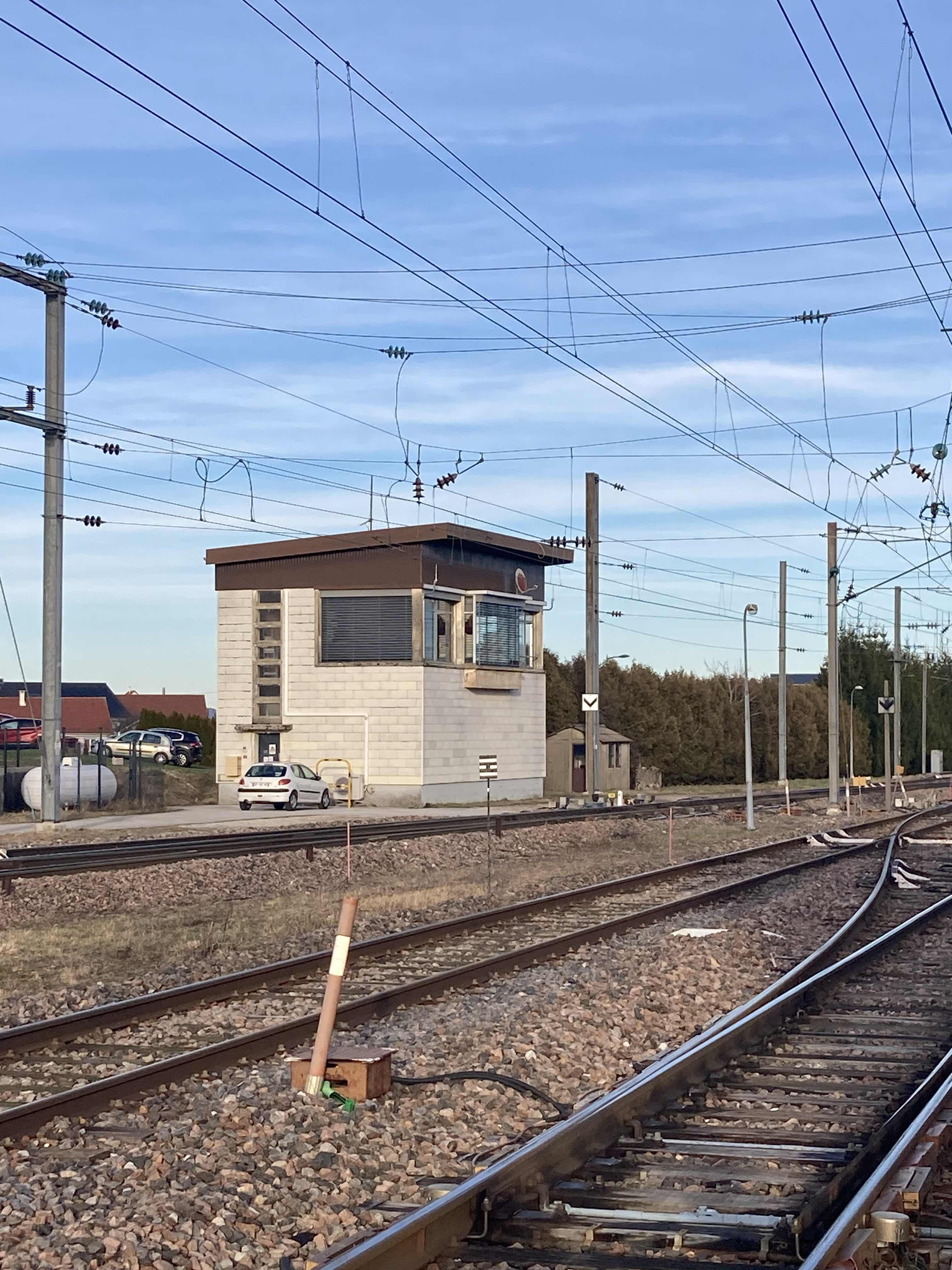
Poste d'aiguillage.